# Val Cassina
Val Cassina è una valle situata nelle Prealpi Lombarde, all'interno della provincia di Lecco, in Lombardia. La valle è caratterizzata da una ricca biodiversità e da un paesaggio montano suggestivo, che la rende una meta di interesse per escursionisti, studiosi di geologia e appassionati di storia locale.

## Geografia
La Val Cassina si sviluppa all'interno del comprensorio montuoso delle Prealpi Orobie, tra versanti boscosi e rilievi di media altitudine. Il territorio è modellato dall'erosione fluviale e presenta un sistema idrografico composto da torrenti e sorgenti montane. Il principale corso d'acqua è il Torrente Cassina, che attraversa la valle e alimenta alcuni piccoli affluenti prima di confluire nel fiume Adda.
Dal punto di vista geomorfologico, la valle è caratterizzata da depositi glaciali e morenici, testimoni dell'ultima era glaciale, e da affioramenti di rocce sedimentarie che ne fanno un'area di interesse per i geologi. Le formazioni rocciose presenti nella valle rientrano nel sistema delle Grigne, un complesso montuoso noto per la presenza di dolomie e calcari.

### Grotte e fenomeni carsici
La valle presenta diverse cavità naturali e formazioni carsiche di interesse speleologico. Tra le principali grotte si segnalano:
- Grotta della Cassina, una cavità carsica con formazioni di stalattiti e stalagmiti, frequentata da speleologi ed esperti di geologia.
- Bus della Stria, una piccola caverna con leggende legate alla tradizione popolare locale.
- Diverse altre cavità minori legate all'erosione dell'acqua nelle rocce calcaree.

## Clima
Il clima della Val Cassina è di tipo prealpino montano, caratterizzato da inverni rigidi con frequenti nevicate e estati miti. Le precipitazioni sono abbondanti durante tutto l'anno, contribuendo all'alimentazione dei corsi d'acqua locali.

## Flora e fauna
La valle è ricoperta da una fitta vegetazione composta prevalentemente da boschi di faggio (Fagus sylvatica), abeti rossi (Picea abies) e larici (Larix decidua) nelle aree più elevate. Nelle zone più umide si trovano anche esemplari di ontano e betulla.
Per quanto riguarda la fauna, la Val Cassina ospita numerose specie tipiche delle Alpi e Prealpi lombarde, tra cui:
- Mammiferi: camoscio (Rupicapra rupicapra), capriolo (Capreolus capreolus), volpe rossa (Vulpes vulpes), marmotta (Marmota marmota).
- Uccelli rapaci: aquila reale (Aquila chrysaetos), gheppio (Falco tinnunculus), allocco (Strix aluco).
- Rettili e anfibi: salamandra pezzata (Salamandra salamandra), vipera comune (Vipera aspis).

## Storia
La Val Cassina ha una lunga storia legata alle attività agro-pastorali delle popolazioni locali. Sin dal Medioevo, l'area è stata sfruttata per l'allevamento del bestiame e la produzione di legname, con la presenza di alpeggi e malghe ancora oggi utilizzati durante la stagione estiva.
Durante il XIX secolo, la valle fu un'area strategica per il commercio del legname tra la Valtellina e la pianura lombarda, con la costruzione di mulattiere e sentieri per il trasporto delle merci. Alcuni di questi percorsi sono oggi recuperati come itinerari escursionistici.
Nel corso della Seconda Guerra Mondiale, la Val Cassina fu utilizzata come via di transito per i partigiani, essendo una zona difficile da raggiungere e facilmente difendibile. Resti di trincee e rifugi montani sono ancora visibili lungo alcuni sentieri.

## Turismo e attività outdoor
La Val Cassina è oggi una destinazione apprezzata per diverse attività outdoor, tra cui:
- Escursionismo: i sentieri della valle si collegano ad alcuni percorsi della Dorsale Orobica Lecchese, offrendo panorami suggestivi sulle montagne circostanti.
- Alpinismo e arrampicata: la valle è frequentata da appassionati di alpinismo per la presenza di pareti rocciose adatte a diverse difficoltà.
- Speleologia: alcune delle grotte della valle sono meta di esplorazioni speleologiche.
- Mountain bike: alcuni percorsi sono adatti al cicloturismo e alla mountain bike.
- Fotografia naturalistica: la ricchezza di flora e fauna rende l'area interessante per fotografi specializzati in paesaggi e animali selvatici.

## Accessibilità
L'accesso alla Val Cassina avviene tramite sentieri segnalati che partono dai principali centri abitati della provincia di Lecco. Alcuni percorsi sono percorribili tutto l'anno, mentre altri sono accessibili solo nei mesi estivi a causa delle condizioni meteorologiche invernali.